# Venteuges
Venteuges település Franciaországban, Haute-Loire megyében. Lakosainak száma 341 fő (2022. január 1.). Venteuges La Besseyre-Saint-Mary, Charraix, Chazelles, Cubelles, Desges, Pébrac és Saugues községekkel határos.

## Népesség
A település népessége az elmúlt években az alábbi módon változott:
| Lakosok száma | 630  | 540  | 468  | 370  | 354  | 355  | 347  | 343  | 341  | 341  |
|               | 1968 | 1982 | 1990 | 2006 | 2013 | 2015 | 2017 | 2019 | 2020 | 2022 |